# Delación compensada
En Chile la delación compensada es una denuncia o acusación que hace una persona a cambio de un beneficio consistente en la reducción o exención de la multa a la primera persona que habiendo ejecutado una conducta de colusión o prácticas concertadas como colusivas, aporte a la Fiscalía Nacional Económica (FNE) antecedentes que conduzcan a la acreditación de dicha conducta y a la determinación de los responsables.
La figura de la delación compensada, no existía hasta hace poco en la legislación de libre competencia Chilena, por ello se introdujo recientemente, bajo la Ley 20.361, como un mecanismo que busca fortalecer los órganos que velan por la libre competencia, aunque para muchos es ineficiente o hay que mejorarla.
Esta figura legal tiene su origen práctico en el tan conocido caso farmacias, donde Farmacias Ahumada concurre en una situación en particular que causó controversia al denunciar la colusión entre farmacias de la cual era parte.
La denuncia de Fasa sorprende por muchas razones. Entre otras, porque no se realiza bajo la protección de la figura de la delación compensada, que permite acordar rebajas sustanciales —y en algunos países la amnistía total— por ofrecer las pruebas sin las cuales la sanción del cartel no habría sido posible. Fasa no sabe si le rebajarán la pena, pero se arriesgó a confesar en la expectativa de que el tribunal respaldará el acuerdo o “conciliación” (delación compensada de facto) alcanzada con el fiscal nacional económico. Sin embargo finalmente el uso de este mecanismo pierde su fin original al exceder materias propias de una conciliación.

## Antecedentes
En el mundo, la figura de la delación compensada ha sido el principal instrumento para detectar carteles y ha tenido una eficacia muy alta. Siendo considerada ampliamente a nivel internacional, como un mecanismo eficaz que normalmente actúa por disuasión y que resulta imprescindible para fortalecer y proteger la libre competencia, castigando las prácticas anticompetitivas como la colusión.
Lo lógico para que la delación compensada sea una herramienta realmente útil, es que quien efectúa esta acción tenga la eliminación de todo tipo de sanción que se pudiera aplicar por el atentado a la libre competencia cometido y que se está denunciando. Esto incluye las multas a las que se arriesgan y a los procesos penales del Ministerio Público.
La delación compensada tiene sus inicios en la rama del derecho penal como forma de combatir la criminalidad organizada y el terrorismo internacional, se trata de que el juez da la autorización para permitir que se abandone la persecución de un ilícito a quien que realice la denuncia, imponer una sanción notablemente menor que la establecida primariamente en la ley e, incluso, para prescindir de toda sanción, cuando el justiciable colabora de un modo especialmente intenso en el esclarecimiento de hechos ilícitos pasados o en la prevención de hechos futuros. La regla persigue, por lo tanto, algunos objetivos visibles (hechos pasados) y otros invisibles, que quizá sea el principal efecto que la regla pretende alcanzar: debilitar las organizaciones criminales por la vía de incrementar en forma significativa la desconfianza permanente que existe entre sus miembros, en especial, respecto de aquellos que aún no militan en las esferas más elevadas de la organización. Se conoce en el código penal chileno pequeñas reglas de delación compensada, como la circunstancia atenuante de colaboración sustancial (artículo 11 Nº 9 CP), la subordinación de las medidas alternativas a la colaboración en el artículo 62 de la Ley de Drogas, el tratamiento que la jurisprudencia acuerda a las hipótesis de desistimiento y las atenuaciones extraordinarias de la pena previstas en el artículo 4º de la Ley N° 18.314.

### Estados Unidos y Canadá
En el Derecho Comparado, los primeros antecedentes sobre estos programas de inmunidad o delación compensada los encontramos en Estados Unidos que fue el primer país en implementarlo en el año 1978, permitiendo a las empresas que se coludían, confesar su participación en dichos acuerdos. Luego, en 1993, esta normativa fue modificada sustancialmente, donde se entrega inmunidad automática a las empresas que informen la existencia de un cartel, entregando pruebas, antes de que las autoridades hayan iniciado una investigación. Para que opere dicha inmunidad, se debe estar ante el cumplimiento de requisitos básicos, a saber: que la empresa sea la primera en delatar al cartel, que haya abandonado el acuerdo colusivo, que no haya sido el líder del cartel y que restituya los daños causados a los afectados. Para las empresas que entreguen antecedentes y denuncien a un cartel una vez que ya se ha iniciado la investigación, también existe la posibilidad de obtener inmunidad, pero es una atribución discrecional de las autoridades de libre competencia.
A comienzos de los años noventa también Canadá, legislaría en la materia, permitiendo a las firmas que han formado parte de un cartel acogerse a un programa de amnistía. En el año 2000 se modificó la ley y se estableció un nuevo programa llamado "Canadá Inmunity Program".
La amnistía para delatores de carteles ha mostrado ser un instrumento efectivo en la lucha contra la colusión entre empresas a nivel Internacional. Según muestra la evidencia, la tasa de detección de carteles en Estados Unidos, se ha incrementado notablemente luego de la puesta en marcha de los programas de delación compensada.

### Otros países
En cuanto a la Unión Europea, fue en 1996 cuando se implementó su primer programa de clemencia, obteniendo un avance importante en la lucha contra carteles, así lo acreditan las cifras.
Posteriormente, el año 2002 se reforma la política de clemencia en la Unión Europea, esto con el objetivo de que resulte más eficaz y atractiva a la hora de incitar a las empresas a que den el primer paso, las nuevas normas les facilitan la obtención de la plena inmunidad e incrementan su grado de certidumbre en cuanto a que no serán multadas o respecto de cuál será el nivel de reducción al que tendrán derecho.
Paulatinamente distintos países fueron uniéndose a la tendencia Brasil, Alemania y el Reino Unido (2000), Francia (2001), Suecia (2002), Noruega y Suiza (2004), Australia y Nueva Zelanda (2005), Japón y México (2006), estaban entre las economías que contaban con políticas de clemencia.

## Casos

### El cartel de electrodos de grafito
Los electrodos de grafito son un insumo empleado para la producción de acero principalmente en los procesos de reciclaje de material de desecho. El volumen de este mercado alcanzaba en 1998 a 420 millones de euros (Europa) y más de 1200 millones de dólares (EE. UU.). El cartel estaba compuesto por 8 firmas con base en Alemania, Estados Unidos y Japón, cuya operación se extendió entre los años 1992 y 1996. La función del cartel básicamente consistía en acordar precios de venta y reparto de mercado, además de eliminar descuentos y acordar restricciones en la capacidad de producción de los miembros. Esta acción permitió que el precio de este producto se incrementara en un 60% promedio en la mayoría de los mercados. Sendas investigaciones abiertas en Estados Unidos y la Unión Europea llevaron a ambas jurisdicciones a condenar en el año 2001 a las firmas participantes en el cartel. En Europa el total de sanciones alcanzó un total de 218.8 millones de Euros mientras que en Estados Unidos el monto llegó a los 410.0 millones de dólares más el encarcelamiento de dos ejecutivos.
En Europa, la firma Showka Denko (Japón) logró la más alta reducción en la sanción (70%) ya que fue la primera firma en colaborar en la investigación y proporcionó evidencia que fue decisiva para probar la existencia del cartel. La compañía UCAR (USA) recibió la segunda mayor rebaja (40 %) por colaborar posteriormente, las firmas japonesas Tokai, SEC y Nippon obtuvieron una reducción del 10% por el solo hecho de aceptar la acusación.
En los Estados Unidos, la primera firma en cooperar –Carbide Graphite- fue completamente exenta de sanción ya que cumplía totalmente con los requerimientos exigidos por la ley sobre delación compensada. Las firmas que actuaron posteriormente –Showa Denko y UCAR fueron recibiendo reducciones menores según el orden de llegada en que prestaron colaboración.

### El cartel de vitaminas
Este cartel internacional que abarcaba una amplia gama de vitaminas ha sido el de mayor envergadura que haya sido descubierto y sancionado. Las variedades incluidas eran las vitaminas: A, E, B1, B2, B5, B6, B, C, D3, H, Beta Caroteno y Carotinoides. Estos compuestos son considerados esenciales para la nutrición y son adicionados a una gran gama de productos alimenticios de consumo masivo así como a productos farmacéuticos. Esta organización multi-cartel, compuesta por 13 compañías operó por casi 10 años, fijando precios y asignando cuotas de mercados. Para lograr mayor efectividad en sus objetivos, una gran cantidad de recursos fueron dispuestos por las firmas para vigilar el cumplimiento de los acuerdos y a su vez se establecieron mecanismos para que las empresas que se desviaran compensaran al resto de los miembros del cartel.
En Estados Unidos, la investigación condujo a la sanción de las firmas participantes en el cartel. La primera firma en colaborar, Rhone-Poulenec, quedó exenta de sanciones. Las multas aplicadas en total sumaron más de US$ 1000 millones, donde Hoffman – La Roche y Basf tuvieron las mayores sanciones con US$ 500 y US$ 250 millones respectivamente.
Dentro de Europa, la multas alcanzaron la cifra récord de 855.5 millones de Euros, Rhone-Poulenec también fue beneficiada con total amnistía debido a que entregó información considerada decisiva a la Comisión, lo que le permitió a esta última comenzar el proceso contra el cartel en Europa. Al igual que en EE. UU., las firmas con más altas sanciones fueron Hoffman – La Roche y Basf (462 y 296 millones de Euros respectivamente). Esta alta sanción se explica porque estas firmas eran las que poseían una mayor participación de mercado en el negocio de las vitaminas y por lo tanto eran las mayores beneficiarias de la existencia del cartel, de hecho ambas jugaron el rol de líderes y promotores de la organización en la mayoría de los sub-mercados. Este agravante les significó un sobre cargo en las sanciones de un 50% y 30 % respectivamente. Es necesario destacar que ambas firmas proveyeron de información relevante sobre la operación del cartel a la Comisión poco después de empezada la investigación (2 meses), sin embargo por haber jugado un rol de liderazgo dentro de la organización no pudieron obtener los beneficios de la reducción en sanciones contemplados en la ley. De otra forma podrían haber obtenido al menos un 50 % de reducción en las multas. El resto de las firmas participantes obtuvieron una reducción entre el 35 % y el 10 %.

## Chile
La delación compensada no existía en la legislación de libre competencia en Chile, y por ello se introdujo recientemente, por la Ley 20.361, como un mecanismo que busca fortalecer los órganos que velan por la libre competencia.
La legislación chilena expresa que acceder a una posible exención o reducción del pago del gravamen que se pudiese aplicar por la infracción a la Ley de la Libre Competencia (beneficio de la delación compensada), es necesario cumplir una serie de requisitos estipulados en el artículo 39 bis del Decreto Ley 211.

### Marco Legal
Según el artículo 39 bis, «El que ejecute una conducta prevista en la letra a) del artículo 3° (Los acuerdos expresos o tácitos entre competidores, o las prácticas concertadas entre ellos, que les confieran poder de mercado y que consistan en fijar precios de venta, de compra u otras condiciones de comercialización, limitar la producción, asignarse zonas o cuotas de mercado, excluir competidores o afectar el resultado de procesos de licitación.) podrá acceder a una reducción o exención de la multa cuando aporte a la Fiscalía Nacional Económica antecedentes que conduzcan a la acreditación de dicha conducta y a la determinación de los responsables».
Para acceder al beneficio la ley expresa los siguientes requisitos en el inciso segundo del mismo artículo:
1. Proporcionar antecedentes precisos, veraces y comprobables que representen un aporte efectivo a la constitución de elementos de prueba suficientes para fundar un requerimiento ante el Tribunal;
2. Abstenerse de divulgar la solicitud de estos beneficios hasta que la Fiscalía haya formulado el requerimiento u ordene archivar los antecedentes de la solicitud, y
3. Poner fin a su participación en la conducta inmediatamente después de presentar su solicitud.

A estos 3 principales requisitos se añaden las siguientes condicionantes:
1. Para acceder a la exención de la multa, además de cumplir los requisitos señalados en el inciso anterior, el ejecutor de la conducta deberá ser el primero que aporte los antecedentes a la Fiscalía, dentro del grupo de responsables de la conducta imputada.
2. Para acceder a una reducción de la multa, además de cumplir los requisitos señalados en el inciso segundo, el ejecutor de la conducta deberá aportar antecedentes adicionales a los presentados por quien primero acompañó antecedentes a la Fiscalía en virtud de este artículo.

Como anteriormente se ha puesto de manifiesto, la legislación chilena contempla para la delación una compensación por la misma, la cual por cierto, la rebaja de la multa que solicite el Fiscal en su requerimiento, no podrá ser superior al 50% de la mayor pena pecuniaria solicitado para los demás ejecutores de la conducta que no pueden acogerse a los beneficios de este artículo (inciso cuarto).
En su requerimiento el Fiscal individualizará a cada ejecutor de la conducta que cumplió los requisitos para acceder al beneficio de exención o reducción de la multa. Si el tribunal diere por acreditada la conducta, no podrá aplicar el gravamen a quien haya sido individualizado como acreedor de una exención, como tampoco una penapecuniaria mayor a la solicitada por el Fiscal a quien haya sido individualizado como acreedor de una reducción de la misma, salvo que se acredite durante el proceso que dicho acreedor fue el organizador de la conducta ilícita coaccionando a los demás a participar en ella.
Quien alegue la existencia de la conducta prevista en la letra a) del artículo 3°, fundado a sabiendas en antecedentes falsos o fraudulentos con el propósito de perjudicar a otros agentes económicos acogiéndose a los beneficios de este artículo, será sancionado conforme a lo establecido en el artículo 210 del Código Penal:

«El que ante la autoridad o sus agentes perjurare o diere falso testimonio en materia que no sea contenciosa, sufrirá penas de presidio menor en sus grados mínimo a medio y multa de seis a diez unidades tributarias mensuales».
Art. 210, Código Penal Chileno.

### Jurisprudencia
Uno de los fallos más ejemplares en Chile sobre la delación compensada ejercido por el Tribunal de la Libre Competencia en 2012, fue el caso de Tecumseh Do Brasil y Whirlpool S.A, donde se les acusó de haber acordado incrementar artificialmente el precio de los compresores herméticos de baja potencia comercializados en el mercado chileno. Whirpool fue condenada al pago de una multa de 10.500 U.T.A.  Mientras que a Tecumseh le fue acogida la petición de exención de multa planteada por la FNE, sin embargo durante la investigación, esta última confesó haber formado parte desde el año 2004 de un cartel internacional, junto con Whirlpool, Danfoss, ACC y Matsushita basado en incrementar ilícita y artificialmente el precio de los compresores herméticos para refrigeración. Así el Tribunal analiza el alza de precios desde 2005 a 2008, acreditándose su efecto en el aumento en los costos de producción de las empresas importadoras en Chile, lo cual significó, para las dos empresas partícipes del acuerdo, ganancias superiores a las que habrían obtenido de no existir el mismo.

## Beneficios
Los beneficios de la implantación de la delación compensada actúa especialmente en contra de los carteles formados por empresas:
1. Desestabilizando los carteles existentes.
2. Disuadiendo la formación de nuevos carteles.
3. Reduciendo los costos del proceso persecutorio.

Gracias a tales beneficios las empresas se inhiben ante la colusión pues es poco probable que las empresas estén dispuestas a entrar a tales carteles donde queden al descubierto y arriesgen algún tipo de sanción. Así lo demuestran la evidencia donde los programas de amnistía han sido altamente efectivos en dejar al descubierto carteles que operaban por años y sobre los cuales no había indicios de su existencia.

### Críticas
Si bien la figura de la Delación Compensada es vista de forma positiva, su aplicación no ha estado exento de críticas, pues este mecanismo no se extiende a otros delitos que se pueden configurar a partir de los mismos hechos. Los problemas saltaron a la luz a raíz del llamado “caso farmacias”, donde no obstante haberse llegado a un acuerdo con ejecutivos de una de las cadenas involucradas, para que éstos confesaran los hechos a cambio de multas y compensaciones, se abrió una causa penal por fijación de precios.